# یوزف پیراتسکی
یوزف پیراتسکی (لهستانی: Józef Pieracki؛ ۱۰ سپتامبر ۱۹۰۹ – ۵ اوت ۱۹۸۸) بازیگر اهل لهستان بود.
از فیلم‌ها یا مجموعه‌های تلویزیونی که وی در آن‌ها نقش داشته است، می‌توان به رانندگان جایگزین، ماجراهای میخاو، لهستان بازسازی‌شده، ترانه عاشقانه‌ای برای یانوشِک، چشم‌انداز بعد از نبرد و عروسک اشاره نمود.